# 川崎英正
川崎 英正（かわさき ひでまさ、1966年7月17日 - ）は、静岡県静岡市清水区出身のアスレティックトレーナー、サッカー指導者。エム・エス・マイスター代表。公益財団法人静岡県スポーツ協会・アスレティックトレーナー協議会理事

## 来歴
2002年、静岡県藤枝市でエム・エス・マイスターを設立。数々の高校のサッカー部や野球・バスケットボール・バレーボールなどの実業団と契約を結び、トレーナーとしてチームに帯同した。名古屋グランパスでは、13年にわたってアスレチックトレーナーを務め、長くチームを支えた。
2014年より、川崎フロンターレのトレーニングコーチに就任。
2017年より昨年まで川崎の監督だった風間八宏が名古屋グランパスの監督に就任したことに伴い名古屋にトレーニングコーチとして復帰した。2019年9月23日に風間が解任されたことに伴い契約解除された。

## 指導歴
- 住友金属鹿島硬式野球部
- 藤枝ブルックス
- 大昭和製紙硬式野球部
- 静岡県サッカー選抜 (1990年〜U16・U18・成年男子・成年女子)
- 静岡県立藤枝東高等学校サッカー部
- 筑波大学蹴球部
- 名古屋グランパスエイト チーフアスレティックトレーナー
- 2014年 - 2016年 川崎フロンターレ トレーニングコーチ
- 2017年 - 2019年9月 名古屋グランパス  トレーニングコーチ
- 2023年 谷口彰悟 パーソナルコンディショニングサポート・トレーニング指導
- 2023年 ウズベキスタン女子代表　フィジカルコーチ
- 2024年 - 南葛SC フィジカルコーチ